# Die for the Government
Die for the Government è il primo album della band punk rock/hardcore punk Anti-Flag, pubblicato nel 1996. Dopo quest'album, il bassista Andy Flag suonò con gli Anti-Flag nel loro EP North America Sucks!!.
Sulla copertina il titolo è "Die for the Government", mentre sul lato del CD c'è scritto "Die for your Government".

## Tracce
1. You'd Do The Same – 2:23
2. Die For The Government – 3:33
3. Drink Drank Punk – 1:42
4. Rotten Future – 2:00
5. Safe Tonight – 2:44
6. Red White And Brainwashed – 1:53
7. Davey Destroyed The Punk Scene – 2:20
8. Summer Squatter Go Home – 3:03
9. She's My Little Go Go Dancer – 2:24
10. Police State In The U.S.A. – 2:39
11. Punk By The Book – 2:15
12. Fuck Police Brutality – 2:22
13. I'm Being Watched By The CIA – 2:14
14. Kill The Rich – 3:05
15. No More Dead – 3:51
16. Confused Youth – 4:15
17. Your Daddy Was A Rich Man, Your Daddy's Fucking Dead – 2:08

## Formazione
- Justin Sane – chitarra/voce
- Andy Flag – basso/voce
- Pat Thetic – batteria